# HMAS Wollongong (ACPB 92)
Le HMAS Wollongong (ACPB 92), nommé d’après la ville de Wollongong, était un patrouilleur de classe Armidale de la Royal Australian Navy (RAN).

## Conception et construction
Les patrouilleurs de la classe Armidale mesurent 56,8 mètres de long, avec une largeur de 9,7 mètres, un tirant d'eau de 2,7 mètres et un déplacement standard de 270 tonnes. Leur coque en V à mi-carène est fabriquée en alliage d’aluminium, et chaque navire est construit selon une combinaison des normes Det Norske Veritas pour les engins légers à grande vitesse et des exigences de la RAN. Les patrouilleurs de classe Armidale peuvent se déplacer à une vitesse maximale de 25 nœuds (46 km/h) et sont propulsés par deux arbres d'hélice, chacun relié à un moteur Diesel MTU 16V M70. Les navires ont une autonomie de 3000 milles marins (5600 km) à une vitesse de 12 nœuds (22 km/h), ce qui leur permet de patrouiller autour des territoires lointains de l’Australie. Ils sont conçus pour des patrouilles standards de 21 jours, avec une autonomie maximale de 42 jours,.
L’armement principal des patrouilleurs de classe Armidale est un affût stabilisé de canon Rafael Typhoon, équipé d’un canon mitrailleur de 25 millimètres M242 Bushmaster. Deux mitrailleuses de 12,7 millimètres (0,50 pouce) sont également transportées. Les opérations d’embarquement sont effectuées par deux bateaux pneumatiques semi-rigides (RHIB) de 7,2 mètres propulsés par hydrojet, nommés Wolf et Hawk,. Chaque RHIB est stocké dans son bossoir dédié, et est capable d’opérer indépendamment du patrouilleur car il transporte son propre équipement de communication, de navigation et de sécurité,.
Chaque patrouilleur dispose d’un équipage standard de 21 personnes, avec un maximum de 29 personnes,,. Un compartiment d’hébergement auxiliaire de 20 couchettes a été inclus dans la conception pour le transport de soldats, de pêcheurs illégaux ou d’immigrants clandestins arrêtés en mer. Dans les deux derniers cas, le compartiment peut être fermé de l’extérieur. Cependant, un dysfonctionnement dans les installations de traitement des eaux usées à bord du HMAS Maitland en août 2006 a envoyé du sulfure d'hydrogène et du monoxyde de carbone dans le compartiment, intoxicant quatre marins travaillant à l’intérieur, sans causer leur mort. Après cela, l’utilisation du compartiment pour l’hébergement a été interdite dans toute la classe,.

## Histoire opérationnelle
Le HMAS Wollongong a été construit par Austal à Henderson, en Australie-Occidentale. Le HMAS Wollongong a été mis en service dans la RAN à la base navale Est de Sydney le 23 juin 2007,.
Sur le plan opérationnel, le HMAS Wollongong a passé la majeure partie de sa carrière à patrouiller aux frontières dans le nord et le nord-ouest de l’Australie. Le navire est affecté à la division Ardent de l’Australian Patrol Boat Group, est basé à Cairns et effectue des patrouilles de protection des frontières et de protection des pêches.
En juillet 2007, il est devenu le premier navire de sa classe à visiter le port de Brisbane, dans le Queensland.
À la suite d’une demande de la Fondation Make-A-Wish, en janvier 2008 le HMAS Wollongong a été « commandé » pendant une journée par un enfant de 11 ans.
En juin 2012, le HMAS Wollongong a été l’un des nombreux navires à intervenir auprès d’un navire soupçonné d’entrée illégale qui a coulé avec 206 passagers alors qu’il faisait route vers l’Australie. Le patrouilleur a transporté les 109 survivants retrouvés lors de l’opération de sauvetage vers les centres de traitement des immigrants de l’île Christmas.
En novembre 2022, le HMAS Wollongong a achevé son dernier déploiement le long de la côte est de l’Australie. Au cours de ce voyage, le HMAS Wollongong a obtenu la liberté d’entrée dans la ville de Wollongong, en Nouvelle-Galles du Sud. Environ 30 membres d’équipage du patrouilleur, accompagnés de membres de la musique de la Royal Australian Navy, ont défilé dans les rues de Wollongong.
Le HMAS Wollongong a été mis hors service le 8 décembre 2022, après 15 ans de service dans la Royal Australian Navy.